# Советский Путь
Сове́тский Путь — село в Локтевском районе Алтайского края. Административный центр Новомихайловского сельсовета.

## История
Село основано в 1929 году как коммуна «Советский Путь».

## Население
| 1997 | 1998 | 1999 | 2000 | 2001 | 2002 | 2003 |
| ---- | ---- | ---- | ---- | ---- | ---- | ---- |
| 896  | ↘892 | ↘857 | ↗889 | →889 | ↘871 | ↗915 |
| 2004 | 2005 | 2006 | 2007 | 2008 | 2009 | 2010 |
| ↘889 | ↘837 | ↗864 | ↘767 | ↗801 | ↗833 | ↘737 |
| 2011 | 2012 | 2013 |      |      |      |      |
| ↘730 | ↘695 | ↘652 |      |      |      |      |

## Улицы
| - ул. Алейская, - ул. Гагарина, - ул. Коммунистическая, - ул. Молодёжная, | - ул. Садовая, - ул. Степная, - ул. Школьная. |